# صرع میوکلونیک آستاتیک
صرع میوکلونیک آستاتیک (انگلیسی: Myoclonic astatic epilepsy) یا به‌اختصار MAE که نام دیگرش سندرم دوزه (آلمانی: Doose-Syndrom) است، نوعی صرع منتشر با علت ناشناخته است که مشخص‌اش، تشنج‌های میوکلونیک و/یا تشنج‌های میکلونیک آستاتیک است. این بیماری را نخستین بار هرمان دوزه در دههٔ ۱۹۶۰ میلادی توصیف کرد. و امروزه دلیل آن را برخی جهش‌های ژنی می‌دانند.
این صرع عموماً مابین ۲ تا ۵ سالگی آغاز می‌شود. ۸۴٪ کودکان پیش از آغاز بیماری، رشد و تکامل کاملاً طبیعی دارند و مابقی مبتلایان، علائم مختصری از عقب‌افتادگی روانی-حرکتی به ویژه در زمینهٔ «تکلم» از خود نشان می‌دهند. پسرها (۷۴٪) بیش از دخترها، به این بیماری مبتلا می‌شوند.

## علائم و نشانه‌ها
- تشنج‌های تونیک-کلونیک: تشنجی با سفت‌شدگی و تکان‌های مکرر دست‌ها و پاها
- تشنج‌های میوکلونیک: تشنجی با انقباضات سریع و گذرا در ماهیچه‌ها
- تشنج‌های آتونیک: تشنجی با از دست‌رفتن ناگهانی تونوس ماهیچه‌ای که منجر به غش کردن ناگهانی فرد می‌گردد.
- تشنج اَبسنس: تشنجی که ویژگی آن، «خیره شدن» و گاهی حرکات تکراری و نامعمول در ناحیه دهان و صورت است.
- تشنج‌های میوکلونیک آستاتیک: تشنجی که طی آن ابتدا حرکات می. کلونیک رخ می‌دهد و سپس تشنج آتونیک ظاهر می‌شود. این حالت، ویژگی اختصاصی صرع میوکلونیک آستاتیک (MAE) است.
- تشنج تونیک: تشنجی با سفت‌شدگی و گرفتگی ماهیچه‌ها. این نوع تشنج در این بیماری نادر است.

## درمان
درمان بیماری شامل استفاده از داروهای ضد صرع، تحریک عصب واگ و استفاده از رژیم غذایی کتوژنیک است.